# Hardboiled
A hardboiled (vagy hard-boiled) fikció irodalmi műfajának és a kriminek (főként a bűnügyi történeteknek)  karakterei és alaphelyzetei részben közösek.
Az érzelmesebb jellegű krimiktől eltérően, amelyek a félelem, rettegés és terror érzelmeit emelik ki, a hardboiled történetekben a nyomozó cinikusan viszonyul ezekhez az érzelmekhez. A közönség felé ezt a hozzáállást a nyomozó belső monológja közvetíti, amelyben leírja mit csinál és hogyan érez.
A tipikus főszereplő egy magánnyomozó, aki nap, mint nap szemtanúja a szervezett bűnözői körök által elkövetett erőszaknak (jellemzően a Szesztilalom idején és azt követően).
Ugyanakkor egy olyan igazságszolgáltatási rendszerre kell támaszkodnia, ami éppolyan korrupt, mint az a szervezett bűnözés, ami ellen harcol.A végtelen erőszak ciklusa miatt cinikussá vált nyomozók tipikus antihősök. Jellemző példák: Philip Marlowe, Mike Hammer, Sam Spade, Lew Archer.

## A kifejezés eredete
Az angol "hardening one's egg", a tojás keményre főzéséből ered. Hardboiled: (viszonylag) kemény, megkérgesedett lelkű.
A karakter prototípusát Carroll John Daly szereplői adták: Terry Mack és Race Williams. Népszerűségüket viszont Dashiell Hammett Sam Spade, illetve Raymond Chandler Philip Marlowe figurái hozták meg: nem csupán megoldják a rejtélyeket, mint "puhább" kollégáik, hanem annyira napi szinten kerülnek szembe az erőszakkal, hogy kiégnek és cinikussá válnak - innen ered a még tulajdon érzelmeikkel szemben is tanúsított keménységük.

## A műfaj úttörői
- Carroll John Daly (1920-as évek közepe)[3]
- Dashiell Hammett
- James M. Cain
- Raymond Chandler (1930-as évek vége az 1950-es évekig)

## Fordítás
- Ez a szócikk részben vagy egészben  a   Hardboiled című angol Wikipédia-szócikk ezen változatának fordításán alapul.  Az eredeti cikk szerkesztőit annak laptörténete sorolja fel. Ez a jelzés csupán a megfogalmazás eredetét és a szerzői jogokat jelzi, nem szolgál a cikkben szereplő információk forrásmegjelöléseként.